# Arley Dinas
José Arley Dinas Rodríguez, simplemente conocido como Arley Dinas (nacido el 16 de mayo de 1974 en Caloto, Colombia) es un exfutbolista colombiano. Jugaba de defensor y su primer equipo fue América de Cali.

## Carrera
Comenzó su carrera en 1991 jugando para América de Cali. Jugó para el club hasta 1997, cuando en 1998 es transferido a Deportes Tolima, en donde jugó hasta el año 2000. En 2001 fue transferido a Deportivo Cali. Ese mismo año se fue a Japón, en donde jugó en el Shonan Bellmare. Al año siguiente, en 2002 regresó a Colombia para jugar en Millonarios, cuando ese año se trasladó a la Argentina para formar parte del plantel de Boca Juniors. Jugó para el club hasta 2003.

## Últimos años y retiro
En 2003, Arley regresó a Deportes Tolima, en donde se retiró en 2005. El 14 de junio de 2004 salió a la cancha del estadio de Trujillo (Perú) a tratar de jugar un buen partido contra la selección de ese país. Fue llamado cuando jugaba con el Deportes Tolima, para atender una convocatoria de la selección Colombia.
En el minuto 43, cuando salió a disputar un balón, le cometieron una falta que lo sacó del partido y también del fútbol. Comenzó a pedir que le practicaran una cirugía en la rodilla. Y ni la Federación Colombiana, ni el club, atendieron su solicitud. Al final, tres meses después, su amigo y médico Mario Figueroa lo operó gratis, pero luego, el diagnóstico señaló que no podía volver a jugar.
Una lamentable lesión grave en la rodilla derecha con la Selección Colombia lo sacó de las canchas y del fútbol el día 14 de junio de 2004.
Actualmente es propietario de una empresa de ladrillos en Cali.

## Selección nacional
Ha sido internacional con la Selección de fútbol de Colombia en 9 ocasiones. Ha hecho un total de 29 apariciones en su selección, pero no marcó ningún gol.

### Participaciones enCopas Oro
| Copa Oro      | Sede           | Resultado  | PJ | GA | Asis |
| ------------- | -------------- | ---------- | -- | -- | ---- |
| Copa Oro 2000 | Estados Unidos | Subcampeón | 2  | 0  | 0    |

### Participaciones enCopas América
| Copa América      | Sede | Resultado     | PJ | GA | Asis |
| ----------------- | ---- | ------------- | -- | -- | ---- |
| Copa América 2004 | Perú | Cuarto puesto | 2  | 0  | 0    |

### Participaciones enEliminatorias al Mundial
| Eliminatoria                                | Sede del Mundial      | Posición      | Resultado | PJ | GA | Asis |
| ------------------------------------------- | --------------------- | ------------- | --------- | -- | -- | ---- |
| Eliminatorias Mundial de Corea y Japón 2002 | Corea del Sur y Japón | 6°lugar 27pts | Eliminado | 13 | 0  | 0    |

## Clubes
| Club            | País      | Año       | PJ | Goles |
| --------------- | --------- | --------- | -- | ----- |
| América de Cali | Colombia  | 1991-1997 | 40 | 1     |
| Deportes Tolima | Colombia  | 1998-2000 |    |       |
| Deportivo Cali  | Colombia  | 2001      | 15 | 0     |
| Shonan Bellmare | Japón     | 2001      | 20 | 1     |
| Millonarios     | Colombia  | 2002      | 14 | 1     |
| Boca Juniors    | Argentina | 2002-2003 | 2  | 0     |
| Deportes Tolima | Colombia  | 2003-2005 |    |       |

## Palmarés

### Campeonatos nacionales
| Título              | Equipo          | País     | Año     |
| ------------------- | --------------- | -------- | ------- |
| Primera División    | América de Cali | Colombia | 1992    |
| Primera División    | América de Cali | Colombia | 1996/97 |
| Torneo Finalización | Deportes Tolima | Colombia | 2003    |

### Copas internacionales
| Título            | Equipo       | País      | Año  |
| ----------------- | ------------ | --------- | ---- |
| Copa Libertadores | Boca Juniors | Argentina | 2003 |